# Batrachorhina obliquevittata
Batrachorhina obliquevittata är en skalbaggsart som beskrevs av Stefan von Breuning 1938. Batrachorhina obliquevittata ingår i släktet Batrachorhina och familjen långhorningar.
Artens utbredningsområde är Madagaskar. Inga underarter finns listade.